# Душеин, Владимир Васильевич
Владимир Васильевич Душеин (1912 — 1989) — старший сержант Рабоче-крестьянской Красной Армии, участник Великой Отечественной войны, Герой Советского Союза (1945).

## Биография
Родился 3 июля 1912 года в деревне Лукино (ныне — Шарьинский район Костромской области). После окончания начальной школы работал на лесозаготовках. С 1934 года проживал в посёлке имени Калинина Ветлужского района Горьковской области, работал на местной картонной фабрике.
В 1942 году был призван на службу в Рабоче-крестьянскую Красную Армию. С июня того же года — на фронтах Великой Отечественной войны. Участвовал в освобождении Украинской ССР, Польши, форсировании Сана и Вислы, освобождении Кракова. К апрелю 1945 года гвардии ефрейтор В. В. Душеин был сапёром 33-го гвардейского отдельного мотоинженерного батальона 3-й гвардейской мотоинженерной бригады 4-й гвардейской танковой армии 1-го Украинского фронта. Отличился во время Берлинской операции.
28 апреля 1945 года вместе со своим отделением одним из первых переправился через реку Хафель в районе Потсдама. Подобрав на берегу фаустпатроны, он уничтожил четыре вражеские огневые точки. В бою на плацдарме он подбил два танка, а затем, используя трофейный пулемёт, открыл огонь по вражеской пехоте. Его действия способствовали успешной переправе через реку других подразделений. 1 мая во время довершения разгрома группировки войск противника, находившейся в лесу, В. В. Душеин с товарищем прорвался во вражеский тыл и открыл огонь из автоматов, уничтожив более 20 солдат и офицеров противника, ещё 40 сдались в плен.
Указом Президиума Верховного Совета СССР от 27 июня 1945 года за «образцовое выполнение боевых заданий командования на фронте борьбы с немецкими захватчиками и проявленные при этом мужество и героизм» гвардии ефрейтор Владимир Душеин был удостоен звания Героя Советского Союза с вручением ордена Ленина и медали «Золотая Звезда» за номером 7856.
После окончания войны был демобилизован. Вернулся в посёлок имени Калинина, работал электриком на картонной фабрике. Позднее переехал в Горький, работал на Горьковском автомобильном заводе. Впоследствии вернулся в посёлок имени Калинина, был заведующим конным обозом леспромхоза, начальником пожарно-сторожевой охраны картонной фабрики. Отец 8-ми детей. Умер 1 июля 1989 года, похоронен в посёлке имени Калинина.
Был также награждён орденом Отечественной войны 1-й степени, рядом медалей, а также чехословацким Военным крестом и орденом ГДР «За заслуги перед Отечеством» 3-й степени (1970).